# Kevély-nyergi turistaház
A Kevély-nyergi turistaház a Pilisben, a Nagy- és Kis-Kevélyt elválasztó Kevély-nyeregben, Budakalász és Pilisborosjenő közigazgatási határán állt.

## Története
A turistaházat az 1920-as években építették a főként munkásturistákból álló Természetbarátok Turista Egyesülete (TTE) Tipográfiai osztályának és az Újpesti Természetbarátok Turista Egyesületének tagjai, hátizsákban felhordott építőanyagokból, kétkezi munkával. 1928 pünkösd vasárnapján avatták fel, 3000 turista részvételével. A 60 férőhelyet biztosító épületben 5 hálóhelyiség mellett étterem is volt.
1953-tól Stromfeld Aurélnak, a TTE egyik vezetőjének nevét viselte.

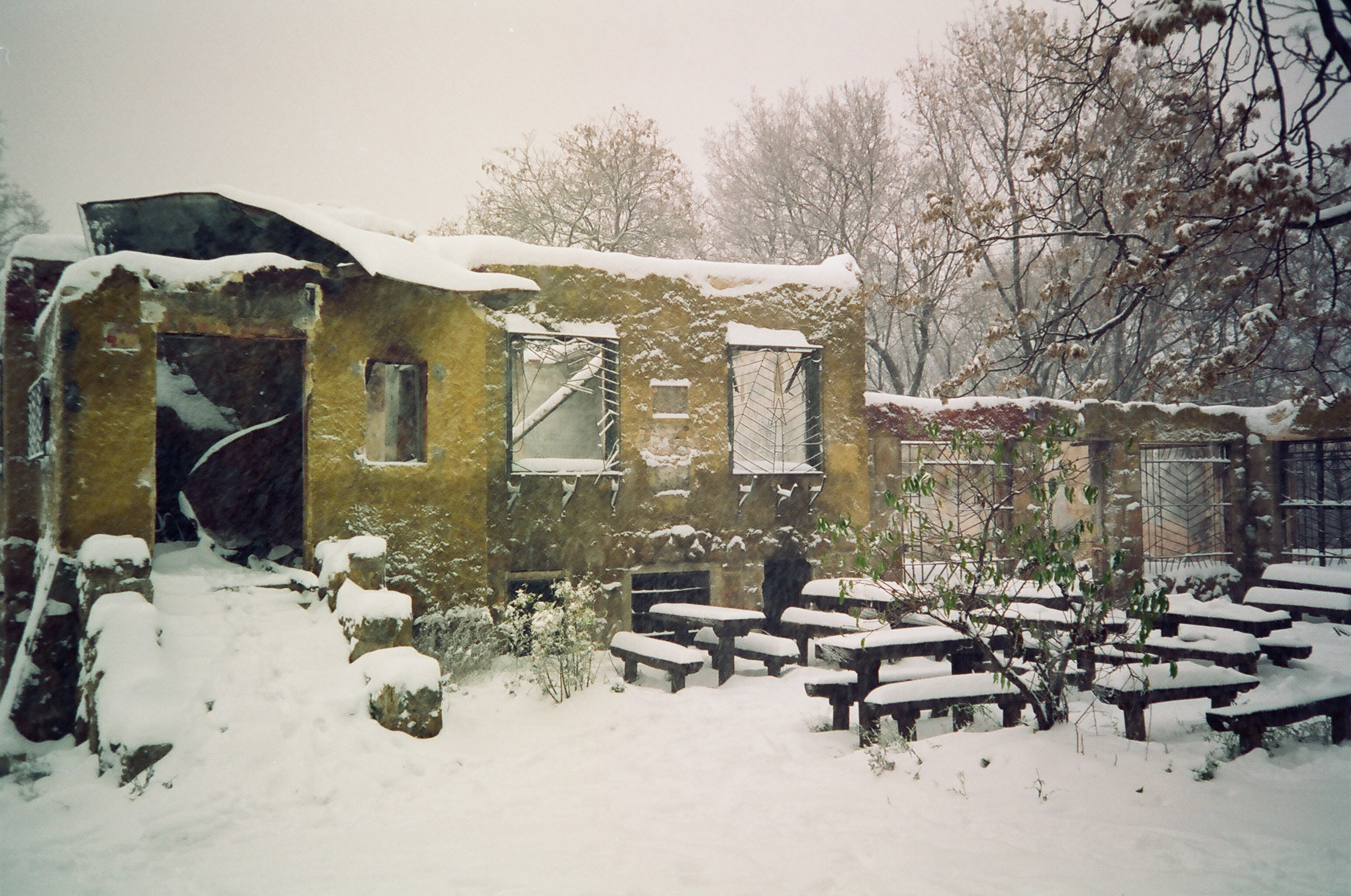
A Kevély-nyergi turistaház romjai 1992/93 telén

 A rendszerváltás után üzemeltetésére pályázatot írtak ki. 1992. szeptember 29-én, az eredményhirdetés után néhány héttel – és egy nappal azelőtt, hogy az épületet a Pilisi Parkerdőgazdaságtól a Budapesti Természetbarát Szövetség átvehette volna – felgyújtották és leégett.
A romokat 2000-ben elbontották, helyükön azóta pihenőhelyet alakítottak ki.